# 로맨스 스캠
로맨스 스캠(영어: romance scam)은 피해자에 대한 이성적 관심을 가장하여 피해자의 관심을 얻어 그들의 호의를 이용하는 신용 사기의 일종이다. 피해자의 금품이나 은행 계좌, 신용 카드, 여권, 이메일 계정, 주민 등록 번호에 접근하거나, 피해자가 피의자의 이익을 위하여 사기를 저지르도록 강요하는 것을 포함한다.

## 수법
- 사기꾼은 자신의 상사가 우편환으로 급여를 지불한다고 말하고 피해자에게 위조된 우편환을 현금으로 바꿔달라고 요청한다.[1]
- 사기꾼은 자신의 가족이나 배우자에 의해 본국에 억류되어 있다며 피해자의 국가로 가는 비행기를 타기 위해서는 돈이 필요하다고 한다.[2]
- 사기꾼은 온라인 데이트 사이트에서 피해자를 만나 사랑에 빠지지만 자신의 나라에 피해자를 데려오기 위해서는 돈이 필요하다고 말한다.[3]
- 사기꾼은 자신이나 부모의 긴급한 치료를 위해 돈이 필요하다고 말한다.[4]
- 사기꾼은 휴가를 보낼 경비를 피해자에게 택배로 부친다고 하고, 피해자에게 그 택배의 통관 관세를 보낼 것을 요구한다.[5]